# Kandidatliste
 Denne artikel omhandler overvejende eller alene danske forhold. Hjælp gerne med at gøre artiklen mere almen.
En kandidatliste er en liste over kandidater der stiller op til valg ved kommunale og regionale valg. En kandidatliste skal mindst indeholde navnet på én kandidat, og må maksimalt indeholde 4 kandidater mere, end der kan vælges til den kommunalbestyrelse eller det regionsråd, som kandidatlisten opstiller til. 
Til Europa-Parlamentsvalg kan hvert parti kan kun indlevere én kandidatliste, og hver kandidatliste må højst indeholde navne på 20 kandidater. 